# Sarı Yarımadası
Sarı Yarımadası är en halvö i Azerbajdzjan.   Den ligger i distriktet Masallı Rayonu, i den sydöstra delen av landet, 180 km sydväst om huvudstaden Baku.